# Bahnstrecke Reinsvoll–Skreia
| Bahnstation Kraby |                      |                                            |                                            |
| Streckenlänge: | 22 km                |                                            |                                            |
| Spurweite: | 1435 mm (Normalspur) |                                            |                                            |
| |                      |                                            |                                            |
| \| \| \| Gjøvikbanen von Raufoss \| \| \| \| 106,65 \| Reinsvoll (Bahnhof 1901–1991) \| 356,1 moh. \| \| \| \| nach Eina \| \| \| \| \| Flaten (1929) \| \| \| \| 110,58 \| Bøverbru (1902, Bahnhof von 1916 bis 1982) \| Bøverbru (1902, Bahnhof von 1916 bis 1982) \| \| \| \| Narum (1929) \| \| \| \| 115,72 \| Kolbu (1902, Bahnhof ab 1916) \| Kolbu (1902, Bahnhof ab 1916) \| \| \| \| Schjøll (1929) \| \| \| \| \| zur Molkerei Lena \| \| \| \| 120,69 \| Lena (1902) \| Lena (1902) \| \| \| 122,77 \| Kraby (1902) \| Kraby (1902) \| \| \| \| Smeby (1929) \| \| \| \| 125,58 \| Bilitt (1902–1988) \| Bilitt (1902–1988) \| \| \| 127,11 \| Vennevoll (1932) \| Vennevoll (1932) \| \| \| 128,62 \| Skreia (1902) \| 160,7 moh. \| |                      |                                            |                                            |
| Strecke |                      | Gjøvikbanen von Raufoss                    | Gjøvikbanen von Raufoss                    |
| Haltepunkt / Haltestelle | 106,65               | Reinsvoll (Bahnhof 1901–1991)              | 356,1 moh.                                 |
| Abzweig ehemals geradeaus und nach rechts |                      | nach Eina                                  | nach Eina                                  |
| Haltepunkt / Haltestelle (Strecke außer Betrieb) |                      | Flaten (1929)                              | Flaten (1929)                              |
| Bahnhof (Strecke außer Betrieb) | 110,58               | Bøverbru (1902, Bahnhof von 1916 bis 1982) | Bøverbru (1902, Bahnhof von 1916 bis 1982) |
| Haltepunkt / Haltestelle (Strecke außer Betrieb) |                      | Narum (1929)                               | Narum (1929)                               |
| Bahnhof (Strecke außer Betrieb) | 115,72               | Kolbu (1902, Bahnhof ab 1916)              | Kolbu (1902, Bahnhof ab 1916)              |
| Haltepunkt / Haltestelle (Strecke außer Betrieb) |                      | Schjøll (1929)                             | Schjøll (1929)                             |
| Abzweig geradeaus und nach links (Strecke außer Betrieb) |                      | zur Molkerei Lena                          | zur Molkerei Lena                          |
| Bahnhof (Strecke außer Betrieb) | 120,69               | Lena (1902)                                | Lena (1902)                                |
| Haltepunkt / Haltestelle (Strecke außer Betrieb) | 122,77               | Kraby (1902)                               | Kraby (1902)                               |
| Haltepunkt / Haltestelle (Strecke außer Betrieb) |                      | Smeby (1929)                               | Smeby (1929)                               |
| Bahnhof (Strecke außer Betrieb) | 125,58               | Bilitt (1902–1988)                         | Bilitt (1902–1988)                         |
| Haltepunkt / Haltestelle (Strecke außer Betrieb) | 127,11               | Vennevoll (1932)                           | Vennevoll (1932)                           |
| Kopfbahnhof Streckenende (Strecke außer Betrieb) | 128,62               | Skreia (1902)                              | 160,7 moh.                                 |

Die Bahnstrecke Reinsvoll–Skreia, norwegisch Skreiabanen, war eine 21,92 Kilometer lange Eisenbahnstrecke im Fylke Innlandet in Norwegen. Sie führt vom Abzweigbahnhof Reinsvoll (1901 Reinsvolden stoppested, 1902 Reinsvold, 1921 Reinsvoll) in der Kommune Vestre Toten nach Skreia in der Kommune Østre Toten.

## Geschichte
Die Bahnstrecke Reinsvoll–Skreia war eine Nebenstrecke der Gjøvikbane. Der Bauauftrag durch den König erfolgte am 19. Juni 1897. Die Strecke wurde am 26. November 1902 durch den königlichen Sonderzug eröffnet. Ursprünglich sollte die Gjøvikbane teilweise der Trasse der Skreiabane folgen. Mit dem dann gebauten Streckenverlauf wurden die Interessen der großen Industriebetriebe in Raufoss und Hunndalen berücksichtigt. Die 22 Kilometer lange Strecke hatte einen Höhenunterschied von 195 Metern.
1907 benötigten die Personenzüge bis zu 60 Minuten je Richtung. Durch den Einsatz von Triebwagen konnte die Reisezeit ab 1929 erheblich verringert werden. Die fünf täglichen Zugpaare benötigten nur noch 40 bis 45 Minuten. Zusätzlich zu den Personenzügen gab es einen Tiertransportzug. Wichtige Einnahmequelle war auch der Milchtransport.
Der Personenverkehr wurde am 14. Oktober 1963 eingestellt, der Güterverkehr folgte 1987. In der Mitte der 1990er Jahre wurde die Trasse in einen Fuß- und Radweg umgebaut.
Sämtliche Bahnhofsgebäude und Güterschuppen wurde von dem Architekten Paul Due geschaffen, ebenso wie der Lokschuppen und die Wagenhalle in Skreia. Dabei kamen verschiedene Stile zur Anwendung, so dass die Gebäude an der Strecke sehr abwechslungsreich sind und hohe architektonische Qualität besitzen. Lena und Kraby sind im Jugendstil gehalten, während der Bahnhof in Skreia mehr chinesischen Charakter hat.

## Bahnhöfe
Bilitt war ursprünglich Haltepunkt, wurde aber später wegen des Militärverkehrs nach Starum zum Bahnhof aufgewertet. Der Bahnhof wurde bis 1988 betrieben. In Verbindung mit der Einstellung der Strecke wurden alle Gebäude abgerissen, um Platz für den Ausbau des Riksvei zu schaffen.
Die Endstation Skreia hatte neben dem Bahnhofsgebäude von Anfang an auch Nebengebäude, einen Lokschuppen, einen Wagenschuppen, eine Drehscheibe, eine Bekohlungsanlage und einen Wasserturm. Der Bahnhof war bis 1985 besetzt.